# Austrobryonia centralis
Austrobryonia centralis är en gurkväxtart som beskrevs av I.Telford. Austrobryonia centralis ingår i släktet Austrobryonia och familjen gurkväxter. Inga underarter finns listade i Catalogue of Life.